# Тюменевка (Воронежская область)
Тюме́невка — деревня в Терновском районе Воронежской области России. Входит в состав Новокирсановского сельского поселения.

## География
Деревня находится в северо-восточной части Воронежской области, в лесостепной зоне, в пределах Окско-Донской равнины, к востоку от реки Савала, на расстоянии примерно 12 км (по прямой) к югу от села Терновка, административного центра района. Абсолютная высота — 143 м над уровнем моря.

### Часовой пояс
Деревня Тюменевка, как и вся Воронежская область, находится в часовой зоне МСК (московское время). Смещение применяемого времени относительно UTC составляет +3:00.

## Население
| 2010 | 2012 | 2013 | 2014 | 2015 | 2016 |
| ---- | ---- | ---- | ---- | ---- | ---- |
| 0    | →0   | →0   | →0   | →0   | →0   |